# Сольмсы
Сольмсы (нем. Solms) — многочисленный графский и (с конца XVIII века) княжеский род, из одноимённого замка в области Веттерау с XII века державший в повиновении окрестности и конфликтовавший с вольным городом Вецларом.
В 1409 году род распался на две линии: Сольмс-Браунфельс и Сольмс-Лих. Впоследствии линия Сольмс-Лих разделилась на ветви Гогенсольмскую и Лаубахскую; последняя, в свою очередь, — на Зонненвальде и Барут. При роспуске Священной Римской империи (1806) род Сольмсов был медиатизован.
О могуществе средневековых графов Зольмских напоминают в Гессене такие живописные замки, как Браунфельс и Грейфенштейн.

## Известные представители
Из числа Сольмсов наиболее известны:
- граф Райнхард цу Зольмс-Лих (1491—1562) — германский военачальник и фельдмаршал, советник германских императоров Карла V и Фердинанда I, отличился в Шмалькальденской войне против протестантских принцев. В последние годы жизни написал ряд книг по военной науке («Военная книга», 1559, «Военный порядок», 1562). Известен строительством баварской крепости Ингольштадт.
- Амалия Сольмс-Браунфельская — супруга Фредерика-Генриха Оранского, бабушка Вильгельма III Оранского;
- граф Виктор Фридрих Сольмс-Зонненвальдский (1730—1783) — прусский чрезвычайный посланник и полномочный министр в России;
- Элеонора Сольмс-Гогенсольмс-Лихская — последняя великая герцогиня Гессенская, невестка императрицы Александры Фёдоровны;
- Германн Отто Зольмс, один из лидеров СвДП в 1998—2013 один из вице-президентов Бундестага.

## Описание герба
Щит пересечен и трижды рассечен. В первой и шестой части в золотом поле голубой лев. Во второй и пятой частях поле пересечено красным по золоту. В третьей и восьмой частях в золотом поле черная роза. В четвертой и седьмой частях серебряный лев.
Щит увенчан четырьмя турнирными шлемами: первый — некоронованный, с голубым львом, сидящим между двух распростертых крыльев, пересеченных красным по голубому; второй — коронованный дворянский, с возникающим серебряным львом; третий покрыт шапкой с красным колпаком и горностаевой опушкой, украшенной тремя павлиньими перьями, между двух золотых пик с двухвостыми военными значками, пересеченными красным
по золоту; четвертый — некоронованный, увенчанный черной розой. Наметы: первый и третий красные с золотом; второй черный с серебром, четвертый черный с золотом.